# Mykyta Storożuk
Mykyta Storożuk (ur. 11 kwietnia 1996) – ukraiński futsalista, zawodnik z pola, obecnie zawodnik Red Devils Chojnice.
Mykyta Storożuk w ukraińskiej ekstralidze zadebiutował w sezonie 2014/2015 w barwach Priwata Krzywy Róg. Po rozpadzie swojego dotychczasowego klubu, w sezonie 2016/2017 był zawodnikiem drugoligowego HVI Dniepr, z którego przeszedł do Tytana Pokrowśke, zdobywając z nim w 2018 roku brązowy medal Mistrzostw Ukrainy. W sezonie 2018/2019 w barwach Uragana Iwano-Frankiwsk został wicemistrzem Ukrainy oraz sięgnął po Puchar Ukrainy i Puchar Ligi Ukraińskiej. Przed sezonem 2019/2020 został zawodnikiem polskiego Red Devils Chojnice.